# (100428) 1996 HT11
(100428) 1996 HT11 es un asteroide perteneciente al cinturón de asteroides, descubierto el 17 de abril de 1996 por Eric Walter Elst desde el Observatorio de La Silla, Chile.

## Designación y nombre
Designado provisionalmente como 1996 HT11.

## Características orbitales
1996 HT11 está situado a una distancia media del Sol de 3,053 ua, pudiendo alejarse hasta 3,481 ua y acercarse hasta 2,625 ua. Su excentricidad es 0,140 y la inclinación orbital 1,324 grados. Emplea 1948 días en completar una órbita alrededor del Sol.

## Características físicas
La magnitud absoluta de 1996 HT11 es 15.